# Salem Ilese
Salem Ilese Davern (Mill Valley, California; 19 de agosto de 1999) conocida artísticamente como Salem Ilese, es una cantante y compositora estadounidense.

## Primeros años de vida
Ilese nació en Mill Valley, California. Su carrera como compositora comenzó a la edad de 10 años cuando comenzó a tomar clases con Bonnie Hayes (compositora de Bonnie Raitt y Cher) en San Francisco. También asistió al Berklee College of Music.

## Carrera
Su sencillo, «Mad at Disney», fue galardonado con el oro por la RIAA. La canción alcanzó el puesto 67 en Billboard Global 200 en 2020, y apareció en Rolling Stone Top 100 Popular Songs en 2020. Además, Ilese coescribió «Here's Your Perfect» de Jamie Miller, «Build a Bitch» de Bella Poarch y «Anti-Romantic» de Tomorrow X Together. Su EP «(L)only Child» se lanzó con un camión de comida en mayo de 2021.[cita requerida]
Su otra canción, «Crypto Boy», ganó popularidad en las redes sociales, como en YouTube Shorts y TikTok.
Además, escribió y cantó con TXT la canción PS5 en 2022, que fue un gran éxito en las redes sociales.